# Дигеррн, Георг фон
Барон Георг Фрайхерр фон Дигеррн (нем. Georg Freiherr von Dyherrn ; 1 января 1848, Глогув — 27 декабря 1878, Ротенбург-на-Одере (ныне Червеньск, Любуское воеводство, Польша) — немецкий писатель

, новеллист и поэт-лирик.

## Биография
Представитель силезской знати, потомок баронов и графов Дигеррн.
Изучал богословие, затем право в университете Бреслау. Из-за болезни отказался от адвокатской карьеры и посвятил себя литературному творчеству. В 1875 году принял католичество.
Женат не был и умер, не оставив потомства.

## Избранные произведения
- In stiller Stund, Gedichte (стихи, Берлин 1870)
- Dem Kaisersohn ein Lorbeerblatt, Zeitgedichte (Бреслау 1871)
- Miniaturen. Lieder zum Komponieren (Бреслау 1873)
- Tang und Algen. Aus der Flut des Lebens gesammelt (Лейпциг 1876)

Посмертно изданы:
- Auf hoher Flut (Бреслау 1880)
- Aus der Gesellschaft (Бреслау 1880)
- Bilder und Skizzen aus Oberammergau … (Breslau 1881)
- Höhen und Tiefen (Фрайбург 1881, 2 изд.)
- Aus klarem Born (Фрайбург 1882) и др.

В 1879—1882 годах во Фрайбурге было издано Собрание сочинений в 6 томах.